# 生祥樂隊
生祥樂隊是臺灣的樂團。前身為生祥與樂團，由林生祥及其他的樂手共同組成（演變流程可參考林生祥條目）。生祥樂隊關注農工、環境議題，音樂上則以台灣傳統音樂元素為基底，並協調西方當代音樂，成為台灣獨樹一格的新民謠或搖滾樂種。自生祥與瓦窯坑3解散後，林生祥與大竹研長期合作，亦師亦友。2010年加入早川徹、2012年前往日本參加富士音樂節前加入打擊手吳政君。2012年7月因林生祥的乒乓球友算筆畫後，認為「生祥樂隊」的名稱大吉，團隊遂更名生祥樂隊。之後再加入打擊手福島紀明、嗩吶手黃博裕，繼續完善樂隊編制。2017年5月20日，生祥樂隊在TICC舉行「菊花夜行軍15週年紀念演唱會」。

## 團員
- 林生祥：主唱／六弦月琴、電月琴、木吉他
- 大竹研：木吉他、電吉他
- 早川徹：電貝司、鍵盤、口風琴
- 吳政君：打擊樂器／北管樂器（包括打擊及彈撥樂器）、二胡
- 福島紀明：爵士鼓
- 黃博裕：嗩吶、管子、笛子
- 鍾永豐：詩人、朗誦

## 音樂作品

### 正規專辑
- 2013年《我》
- 2016年《圍/動身》
- 2020年《野蓮出庄》
- 2022年《江湖卡夫卡》

### 實況專辑
- 2016年《圍》演唱會現場錄音
- 2022年《菊花夜行軍》15週年紀念演唱會現場錄音精選
- 2022年《我三部曲》演唱會現場錄音精選

### 童謠專輯
- 2012年《野來野去唱生趣1》 [2]
- 2013年《野來野去唱生趣2》[3]
- 2014年《野來野去唱生趣3》 [4]
- 2018年《頭擺頭擺》

### 青少年專輯
- 2015年《x+y係幾多》[5]
- 2016年《青春个該兜事》
- 2018年《係毋係罅擺》

### 配樂
- 紀錄片《黃金蝙蝠》[6][7]
- 電影《大佛普拉斯》[8]
- 電玩手遊《神之鄉》[9]
- 電影《陽光普照》
- 紀錄片《男人與他的海》
- 電視電影《唱歌給你聽》

## 獎項記錄
- 2013年：第四屆金音獎最佳專輯獎、最佳樂手獎（林生祥/我庄/六弦月琴）、以及評審團大獎 [10][11]
- 2016年：第七屆金音獎年度最佳專輯奬、評審團大獎及最佳民謠單曲奬，大竹研以圍庄2CD獲得最佳樂手獎提名（圍庄/吉他） [12][13]
- 2017年：第28屆金曲獎評審團獎
- 2021年：《野蓮出庄》獲頒中華音樂人交流協會2020年度十大專輯

## 訪談
- 台灣搖滾映象誌 vol.7 專訪林生祥＆鍾永豐：「《圍庄》，其實就是在說我們的生命史。」[14]
- News98張大春泡新聞，專訪林生祥談圍庄雙專輯（2016/03/16）。[15]
- 馬世芳音樂五四三（2016/07/26），專訪林生祥、鍾永豐、早川徹談《圍庄》。深度專訪林生祥、鍾永豐、早川徹談《圍庄》 （页面存档备份，存于）
- 客家電視台《HakkaTV電視音樂專輯》生祥樂隊（2017/02/09首播）。[16]

## 外部連結
- 生祥樂隊Facebook （页面存档备份，存于）